# Dongyue Dadi
Dongyue Dadi, die Gottheit des Taishan bzw. der Große Kaiser des Östlichen Gipfels (chinesisch 東嶽大帝 / 东岳大帝, Pinyin Dongyue Dadi, englisch Emperor of the Eastern Peak/God of Taishan/The Great Emperor of the Sacred Mountain of the East) ist eine daoistische Berggottheit des heiligen Berges Tai Shan. Ihr sind viele Tempel geweiht, zum Beispiel der Pekinger Dongyue-Tempel.